# Оффанья

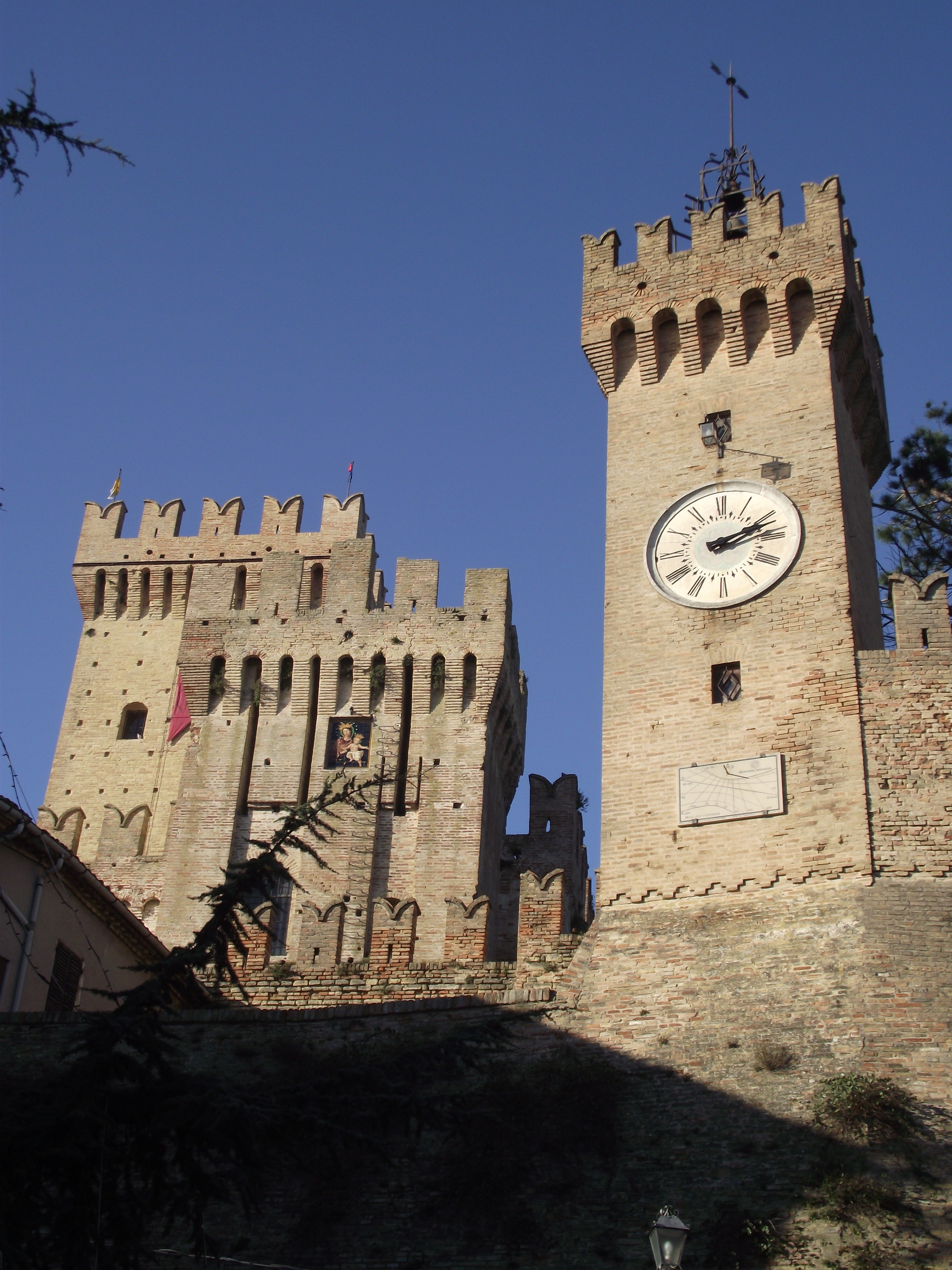
Старинная крепость

Оффанья (итал. Offagna) — коммуна в Италии, располагается в регионе Марке, в провинции Анкона.
Население составляет 1849 человек (2008 г.), плотность населения составляет 173 чел./км². Занимает площадь 11 км². Почтовый индекс — 60020. Телефонный код — 071.
Покровителем населённого пункта считается святой Бернардин Сиенский.

## Демография
Динамика населения:

## Администрация коммуны
- Официальный сайт: http://www.provincia.ancona.it/comuni/offagna/ Архивная копия от 7 мая 2010 на Wayback Machine